# ホープウェル (オレゴン州)

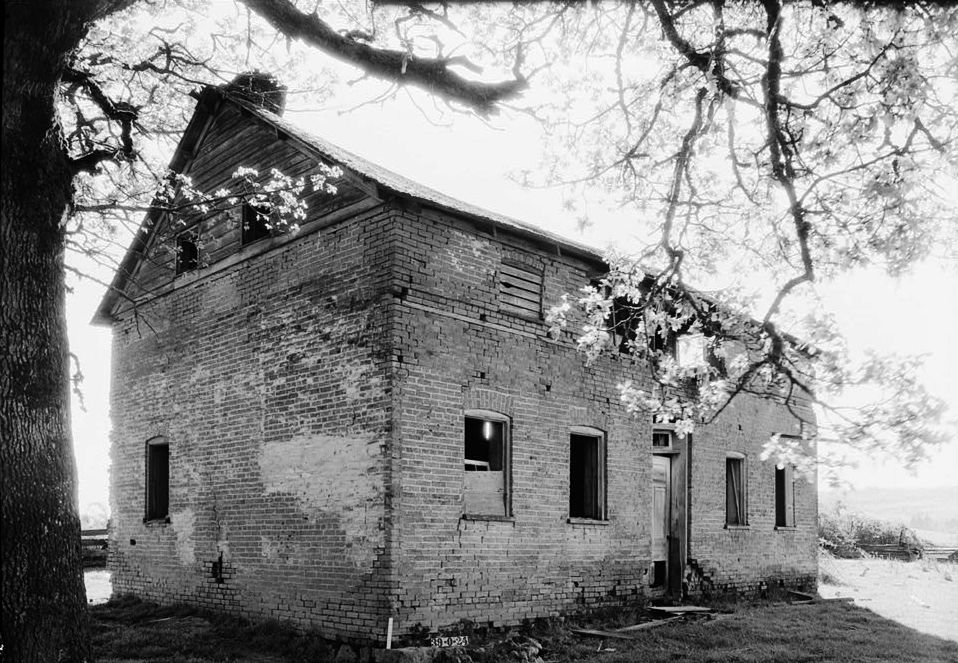
1934年に撮影されたジョージ・K・ゲイの家（現存しない）。

ホープウェル (Hopewell) は、アメリカ合衆国オレゴン州ヤムヒル郡の非法人地域。オレゴン州道153号線 (Oregon Route 153) の東端、デイトン (Dayton) の南方16km（10マイル）ほど、ウィートランド (Wheatland) の数マイル西、エオラ丘陵 (Eola Hills) の東の麓に位置している。
ホープウェルには、1897年に郵便局が開設されたが、1903年には、アミティ (Amity) への統合により廃止された。現在、ホープウェルは、セイラムの郵便局によってサービスされている。1880年代の地名集の類には、ホープウェルの名は見当たらない。
ホープウェルは、ジョージ・K・ゲイ (George K. Gay) が住居を構えた場所であるが、ゲイは、オレゴン暫定政府 (Provisional Government of Oregon) の設立を決めた1843年5月のシャンプーイ集会 (Champoeg Meeting) の投票に加わっていた人物で、1842年にホープウェルの近傍で、やがてオレゴン州となった領域では初めての煉瓦造りの住居を建てたのであった。ゲイの曾孫にあたる、歌手ジョニー・レイ (Johnnie Ray) は、幼年期をホープウェルで過ごした。